# Dušan Karpatský
Dušan Karpatský  (Trebišov, Slovačka, 28. veljače 1935. − Prag, Češka, 31. siječnja 2017.), najistaknutiji češki kroatist, književni povjesničar i prevoditelj, dopisni član Hrvatske akademije znanosti i umjetnosti.

## Životopis
Rodio se je u slovačkom mjestu Trebišovu. Diplomirao češki i hrvatski jezik i književnost na Karlovu sveučilištu u Pragu. Još kao student bio u neprekidnom kontaktu s hrvatskom književnom i kulturnom sredinom, s kojom je ostao do kraja života.
Radio od početka 1960-ih. Prvo je bio je urednik u uglednim književnim mjesečnicima. U drugoj polovici 1960-ih radio je u Zagrebu kao lektor češkog jezika na Filozofskom fakultetu u Zagrebu, od 1966. do 1967. i od 1969. do 1970. godine. Politički razlozi ranih 1970-ih (sječa hrvatskog proljeća, ušutkivanje svega prohrvatskog i nezamjeranje svježe okupiranog ČSSR-a političkom partneru iz istočnog bloka Jugoslaviji) bili su razlozi zbog kojih mu je bilo zabranjeno objavljivanje. Blokada je trajala od 1972. do 1981. godine. Tijekom te blokade, 1978. zaposlio se u Češkoj, u Pragu, gdje je sve do do 1989. bio kao lektor hrvatskog jezika na Jezičnoj školi.
Bio je vrstan poznavatelj hrvatskoga jezika. Što u zasebnim knjigama, što u antologijama, opus mu čini oko 70 prijevoda hrvatskih pisaca. Prevedeni autori su Miroslav Krleža, Marija Jurić Zagorka, Ranko Marinković, Ivan Aralica, Ivo Brešan, Slobodan Novak, Pavao Pavličić, Ivo Andrić. Gotovo cjeloživotni pothvat Dušana Karpatskog je izdavanje sabranih djela Miroslava Krleže u sedam knjiga, dovršeno 2013. S timom prevoditelja Karpatský je na češki preveo najvažnije Krležine romane, drame te pjesnička i memoarska djela. Od prevedenih djela ističe se prijevod Bašćanske ploče i Mažuranićeve Smrti Smail-age Čengića. Opus prevedenih pjesama obuhvaća prijevode pojedinih pjesama Antuna Gustava Matoša, Vladimira Vidrića, Antuna Branka Šimića, Dobriše Cesarića, Drage Ivaniševića, Jure Kaštelana, Vesne Parun,Josipa Pupačića, Ivana Slamniga, Arsena Dedića, Jakše Fiamenga, Dragutina Domjanića, Frana Galovića, Gustava Krkleca, Vjekoslava Majera, Nikole Šopa, Slavka Mihalića, Milivoja Slavička i drugih.
Angažirao se u Češkoj na širenju istine o stradanju Hrvatske i BiH u velikosrpskoj agresiji, u što je uložio svoj trud i ugled kao intelektualac i humanist. Zbog toga je slovio kao neslužbeni veleposlanik hrvatske kulture u Češkoj.
Dušan Karpatský je zaslužan i za promociju češke kulture u Hrvatskoj svojim tekstovima o povijesti češke i slovačke književnosti te posebno značajnom Croaticom na češkom jeziku, bibliografijom prijevoda hrvatskih pisaca na češki iz 1983. Karpatský je 2003. u Zagrebu objavio Zlatnu knjigu češkog pjesništva, a hrvatsku kulturu trajno je zadužio 2007. češkom antologijom hrvatskog pjesništva Koráb koralový (Korablja od koralja). Zaslužan je za hrvatsku kulturu i svojim otkrićima češki pisanih književnih tekstova Stjepana Radića, objavljenih 1985. u hrvatskom prijevodu u knjizi Praški zapisi, a pronašao je i sedmojezični rječnik češkoga benediktinca Petra Lodereckera iz 1605. koji se temelji na poznatom petojezičnom rječniku Fausta Vrančića iz 1595. godine.
Dušan Karpatský je osmislio i veliku izložbu 500 godina hrvatske književnosti u Češkoj priređenu 2000. u Nacionalnoj i sveučilišnoj knjižnici u Zagrebu te izložbe Pola tisućljeća češko-hrvatskih književnih odnosa održane 2002. u praškoj Nacionalnoj knjižnici.
Objavio antologijsku zbirku hrvatskih pjesama o moru Má duše je moře. Poezie charvátského Jadranu (Duša mi je more, 2001.). Napisao je 2002. dvojezični leksikografski pregled osoba zaslužnih za održavanje češko-hrvatskih kulturnih kontakata Mali hrvatsko-češki biografski leksikon. Djelo je važno za proučavanje hrvatsko-čeških veza.

## Nagrade i priznanja
- Počasni član Hrvatsko-češkog društva.[1]
- 1990. izabran je za dopisnog člana Hrvatske akademije znanosti i umjetnosti.[1]
- 1990. nagrađen je nagradom Društva hrvatskih književnika nagradom Julije Benešić.[1]
- 2001. odlikovan je Redom Danice hrvatske s likom Marka Marulića.[1]
- 2002. nagrađen Ininom nagradom za promicanje hrvatske kulture u svijetu za 2001. godinu.[1]
- 2008. nagrađen nagradom Matice hrvatske Nagrada Ljudevit Jonke za iznimna postignuća u promicanju hrvatskog jezika i književnosti u svijetu. Prvi je dobitnik te nagrade.[1]
- 2015. nagrađen nagradom Marija i Stjepan Radić, koju dodjeljuje Hrvatsko-češko društvo.[1]

## Vanjske poveznice
- HAZU: Umro istaknuti češki kroatist Dušan Karpatský, Hrvatski katolički radio, 1. veljače 2017.